# Selde
Selde is een plaats in de Deense regio Midden-Jutland, gemeente Skive. De plaats telt 359 inwoners (2008).